# Karl Ehmann (Schauspieler)
Karl Ehmann (* 13. August 1882 in Wien, Österreich-Ungarn; † 1. November 1967 in Wien, Österreich) war ein österreichischer Schauspieler.

## Leben
Ehmann erlernte das Tapezierer- und Sattlerhandwerk, nahm dann jedoch Schauspielunterricht bei dem ehemaligen Hofschauspieler Carl Arnau. 1902 gab er sein Bühnendebüt am Stadttheater von Olmütz.
Danach spielte er in Meran, Linz und Graz. 1908 wurde er als jugendlicher Charakterdarsteller an das Deutsche Volkstheater in Wien verpflichtet. Hier war er 30 Jahre beschäftigt und wirkte in zahlreichen Theaterstücken mit. 1938 holte ihn Heinz Hilpert an das Deutsche Theater in Berlin. Gleichzeitig wurde er Mitglied des Theaters in der Josefstadt in Wien. 
1911 übernahm er seine erste Filmrolle, und ab 1917 wurde er häufig beim Stummfilm eingesetzt. Auch hier erwies sich Ehmann als vielseitiger Schauspieler, der vom Diener bis zum Kaiser die verschiedensten Charaktere verkörperte. Zu Beginn der 20er Jahre inszenierte er selbst einige meist kurze Filme. Von 1923 bis 1931 konzentrierte er sich ganz auf die Bühne, doch dann war er wieder häufig in meist kleinen Rollen auf der Leinwand zu sehen. Ehmann stand 1944 auf der Gottbegnadeten-Liste.
Sein Grab befindet sich am Wiener Zentralfriedhof 3. Tor, Gr. 103, Reihe 4, Nr. 4.

## Filmografie (Auswahl)
- 1912: Der Unbekannte
- 1917: Der Schandfleck
- 1917: Der Verschwender
- 1917: Der Doppelselbstmord
- 1917: Der König amüsiert sich
- 1918: Gespenster
- 1918: Freier Dienst
- 1918: Die Jüdin
- 1918: Don Cäsar, Graf von Irun
- 1919: Die Ahnfrau
- 1920: Eva, die Sünde
- 1920: Freut Euch des Lebens
- 1920: Der Herr des Lebens
- 1920: Der Leiermann
- 1920: Der tanzende Tod
- 1920: Verschneit
- 1921: Eine Million Dollar
- 1921: Der tote Hochzeitsgast
- 1921: Das Haus des Dr. Gaudeamus
- 1923: Der Eisenkönig
- 1931: Purpur und Waschblau
- 1932: Hochzeitsreise zu dritt
- 1933: Mein Liebster ist ein Jägersmann (Unser Kaiser)
- 1933: Wenn du jung bist, gehört dir die Welt
- 1934: Ein Stern fällt vom Himmel
- 1934: Bretter, die die Welt bedeuten
- 1935: Im weißen Rößl
- 1936: Fräulein Lilli
- 1936: Hannerl und ihre Liebhaber
- 1936: Mädchenpensionat
- 1936: Singende Jugend
- 1937: Zauber der Bohème
- 1938: Dreizehn Stühle
- 1938: Konzert in Tirol
- 1938: Spiegel des Lebens
- 1939: Mutterliebe
- 1940: Der Postmeister
- 1940: Ein Leben lang
- 1941: Brüderlein fein
- 1942: Schicksal
- 1943: Späte Liebe
- 1944/48: Ein Mann gehört ins Haus
- 1944/50: Die Kreuzlschreiber
- 1949: Vagabunden
- 1950: Cordula
- 1950: Der Seelenbräu
- 1951: Der fidele Bauer
- 1951: Maria Theresia
- 1951: Verklungenes Wien
- 1951: Kleiner Peter, große Sorgen (Stadtpark)
- 1952: 1. April 2000
- 1952: Ich hab’ mich so an Dich gewöhnt
- 1952: Das letzte Rezept
- 1953: Franz Schubert – Ein Leben in zwei Sätzen
- 1954: Und der Himmel lacht dazu (Bruder Martin)
- 1954: Der Förster vom Silberwald (Echo der Berge)
- 1954: Weg in die Vergangenheit
- 1955: An der schönen blauen Donau
- 1955: Das Mädchen vom Pfarrhof
- 1955: Spionage
- 1955: Oh – diese „lieben“ Verwandten
- 1955: Ihr erstes Rendezvous
- 1956: Kronprinz Rudolfs letzte Liebe
- 1956: Liebe, die den Kopf verliert
- 1956: Die Trapp-Familie
- 1957: Eva küßt nur Direktoren
- 1957: Sissi – Schicksalsjahre einer Kaiserin
- 1958: Der Priester und das Mädchen
- 1958: Man müßte nochmal zwanzig sein
- 1958: Hoch klingt der Radetzkymarsch
- 1962: Das süße Leben des Grafen Bobby
- 1962: Hochzeitsnacht im Paradies
- 1965: Radetzkymarsch